# Atalaya de Taina de la Hoz
La Atalaya Taina de la Hoz —localizada en el municipio español de Bayubas de Abajo, perteneciente a la provincia de Soria, comunidad autónoma de Castilla y León— es una torre circular construida en sillarejo, dispuesto en hiladas trabado con mortero de cal, con piedras calizas irregulares, más gruesas en su parte inferior. Conserva parte del enfoscado de cal en su zona exterior. Por las dimensiones de los restos conservados, debió tratarse de una atalaya de grandes dimensiones. Situada en una posición estratégica en el borde superior de un cerro, controla el paso de la Hoz en una ruta secundaria hacia la principal entre Berlanga y Gormaz.